# Nederlands landskampioenschap voetbal 1920/1921
Třicátý třetí ročník Nederlands landskampioenschap voetbal (česky: Nizozemské fotbalové mistrovství) se účastnilo nově 43 klubů, které byly rozděleny do čtyř skupin (Východní, západní, jižní a západní).
Vítězové skupin odehrály zápasy v jedné skupině každý s každým. Titul získal poprvé v klubové historii NAC Breda.